# El anillo de Polícrates
El anillo de Polícrates (título original en alemán, Der Ring des Polykrates, Op. 7) es una ópera en un acto con música de Erich Wolfgang Korngold y libreto en alemán de Leo Feld, y rehecha (sin atribuir) por el padre del compositor: Julius Korngold. Se basa en un drama de Heinrich Teweles.

## Historia
Korngold compuso la ópera (su primer acto) en 1914, cuando sólo tenía 17 años de edad. La comedia doméstica en un acto fue contrastada por su segunda ópera Violanta, una tragedia en un acto. Ambos se estrenaron juntos el 28 de marzo de 1916 en el Teatro Nacional de Múnich. Bruno Walter dirigió y el reparto incluyó a Karl Erb y Maria Ivogün. Ambas óperas se repitieron en Viena, con Selma Kurz y Alfred Piccaver en el papel de Polykrates y Maria Jeritza como Violanta.
Esta ópera rara vez se representa en la actualidad; en las estadísticas de Operabase no aparece entre las óperas representadas en el período 2005-2010.

## Personajes
| Personaje                                        | Tesitura | Reparto del estreno 28 de marzo de 1916 (Director: – Bruno Walter) |
| ------------------------------------------------ | -------- | ------------------------------------------------------------------ |
| Wilhelm Arndt, Hofkapellmeister                  | tenor    | Karl Erb                                                           |
| Laura, su esposa                                 | soprano  | Maria Ivogün                                                       |
| Florian Döblinger, timbalero y copista de música | tenor    | Franz Gruber                                                       |
| Lieschen, criada de Laura                        | soprano  |                                                                    |
| Peter Vogel, amigo de Wilhelm                    | bajo     |                                                                    |

## Argumento
El libretista Leo Feld situó la historia en el siglo XVIII, cuando la balada de Friedrich Schiller del mismo nombre era nueva.
El músico Wilhelm Arndt parece tenerlo todo: está felizmente casado con Laura, ha sido nombrado Hoffkapellmeister y acaba de heredar una pequeña fortuna. Sólo el regreso de su amigo Peter Vogel, perdido hace tiempo, podría hacerlo más feliz. Cuando de verdad regresa Vogel, se siente celoso de la felicidad de Wilhelm, y lo convence de que para no desafiar al destino, debería sacrificar algo (siguiendo el ejemplo de la balada de Schiller Der Ring des Polykrates). Wilhelm empieza una discusión con su esposa sobre su anterior vida, pero el amor de la pareja es suficientemente fuerte para superar todas las dificultades. Al final, todos están de acuerdo en que el sacrificio que ha de hacerse debe ser del intrigante que intentó arruinar su felicidad: Peter Vogel tiene que irse de nuevo.

## Grabaciones
En 1996 CPO lanzó una grabación de 1995, con Klauspeter Seibel dirigiendo a la Orquesta Sinfónica Alemana de Berlín y los cantantes Beate Bilandzija, Dietrich Henschel y Jürgen Sacher.

## Música para piano
Una transcripción de L. Ruffin fue grabada por Martin Jones en el 2001.